# Ruhpoldinger Glockenschmiede
Die Ruhpoldinger Glockenschmiede ist ein Technisches Museum im Ortsteil Haßlberg (Hinterhaßlberg) von Ruhpolding. Sie datiert aus dem 17. Jahrhundert und umfasst die erhaltenen Gebäude eines Schmiedekomplexes mit Radstube, Schmiede- und Hammerraum mit dem Hammerboden sowie das frühere Wohnhaus mit Stallung und die angebaute Schleiferei.

## Geschichte
Im Zusammenhang mit der wachsenden Bevölkerung in und um Ruhpolding im Ausgang des Mittelalters siedelten sich neben Bauern, Waldarbeitern und Hirten vor allem Handwerker an. Diese waren als Dienstleister beim Bau von Gebäuden, für das tägliche Leben und für die Land- und Viehwirtschaft unerlässlich. Dazu zählten neben Tischlern und Stellmachern vor allem Schmiede. In einem Dokument aus dem Jahr 1826 sind 13 Schmieden im Ruhpoldinger Umland aufgeführt.

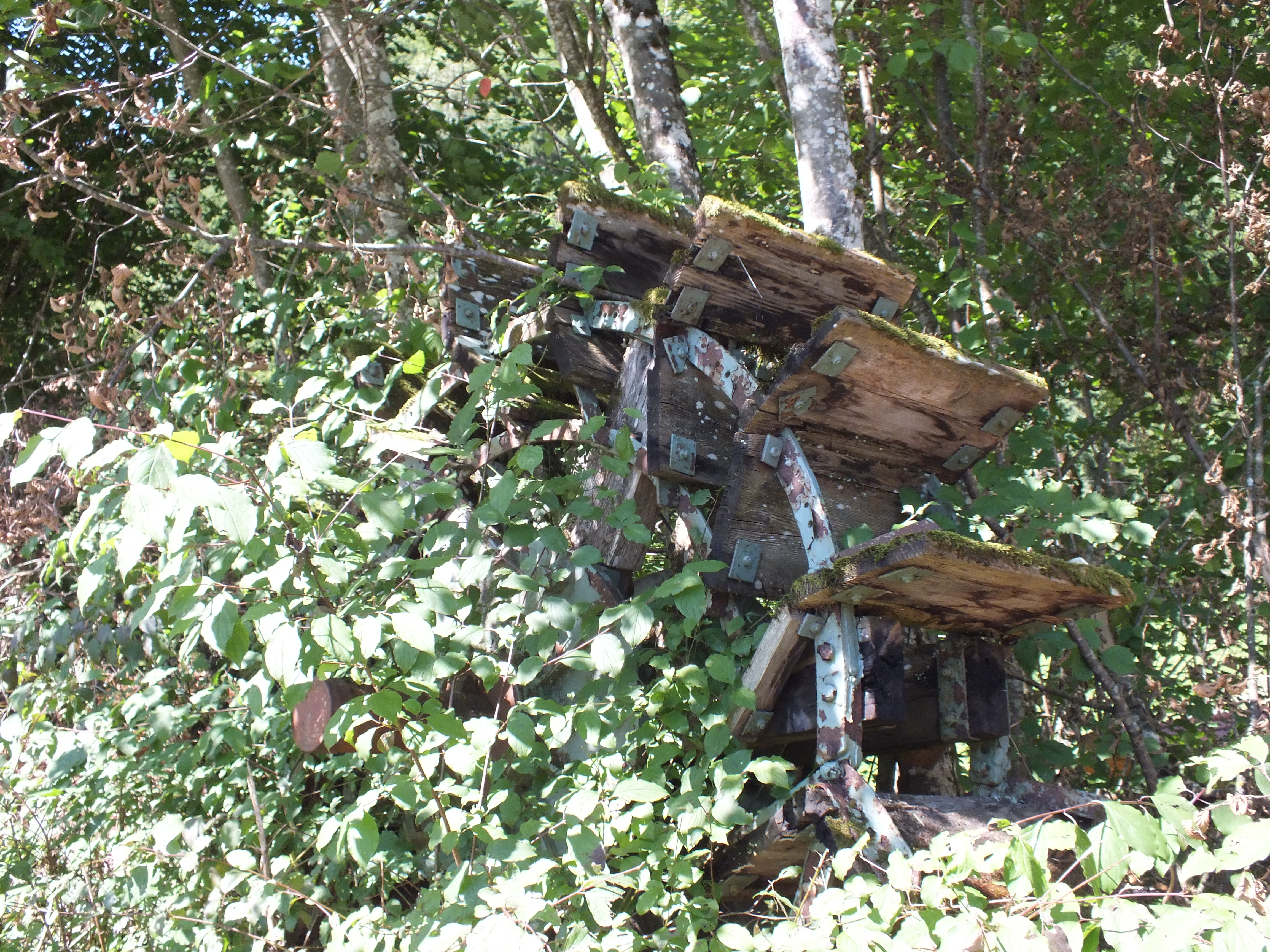
Ausrangiertes Wasserrad am Zugang zum Museumskomplex

Eine dieser Schmieden war die im Ort Haßlberg am Thoraubach im 17. Jahrhundert errichtete Hammerschmiede, erstmals urkundlich 1686 in einer Pfarrmatrikel als „Gloghenschmidt Sebastian Präßberger“ erwähnt. An der Fensterwand der Schmiedewerkstatt finden sich die Hinweise: „erbaut 1726, renoviert 1934, 1980“.
Im Jahr 1857 erwarben der Schmiedemeister Max Grübl sen. und seine Frau Anna das komplette Anwesen. Sie ließen danach ein neues Hammerwerk installieren, auf der Vorderseite des Querträgers der Hämmer verweisen die Jahreszahl 1863 und die Inschrift „M. u. A. Grübl“ auf dieses Ereignis. Auf der Rückseite gibt die Brandgravur „Jesus und Maria“ wohl die Namen von zwei der Hämmer an.
Die mehrpfündigen Schmiedehämmer sitzen auf einer Hammerwelle, die mittels eines oberschlächtigen Wasserrads angetrieben wird. Sie sind nach Gewicht gestaffelt und erfüllten verschiedene Aufgaben: der Leichteste war der „Rohlinghammer“, gefolgt vom „Spannhammer“ (auch Heißenhammer genannt) und dem „Breithammer“. Die Reihenfolge der Hammerbewegungen regelten Nocken auf der Welle, die Zahl der Hammerschläge konnte vom Schmied über einen Schieber (auch Regulierer oder Schütz genannt) eingestellt werden.
In den Jahren 1858–1888 produzierte die Hammerschmiede des Max Grübl sen. überwiegend Strohmesser für Bauernwirtschaften der Umgebung. Für das Jahr 1870 weisen die Bücher die stattliche Zahl von 7900 verkauften Messern aus.
Der Sohn Max Grübl jun. führte die Strohmesserfabrikation bis 1931 erfolgreich weiter, nahm aber nun auch eine breite Palette von Werkzeugen und auch „Waffenzeug“ ins Programm.
Zum ursprünglichen Gebäudekomplex gehörten ein Wasch- und Backhaus, ein Stall, ein im Jahr 1751 erstmals erneuertes Wohnhaus, eine Holz- und Wagenremise, eine Schleiferei, ein Kohlstadel sowie das Hammerschmiede-Haus.
In den erfolgreichsten Jahren im 19. Jahrhundert fanden in der Schmiede rund 12 Personen Arbeit.
Im Lauf des 20. Jahrhunderts wurden wegen Baufälligkeit und Leerstand das Wasch- und Backhaus sowie der Kohlstadel abgerissen. Noch während der Betriebszeit der Schmiede, 1934 erhielt die gesamte Anlage den Denkmalschutz-Status und Besucher waren fortan gern gesehen.
Ein Jahr nach Ende des Zweiten Weltkriegs wurde die Werkstatt vergrößert.
Im Jahr 1958 wurde die Schmiede jedoch stillgelegt, der letzte Schmiedemeister Fritz Grübl starb im Jahr 1960. Nach einigen Jahren Ungewissheit erfolgten 1979–1982 Renovierungsarbeiten unter Leitung der Witwe des Schmiedemeisters. Dabei wurden das Gerinne und die Wasserräder erneuert. Es erfolgte eine ausführliche Inventarisierung und Beschreibung einzelner Teile, die Schmiede dient seitdem als begehbares Baudenkmal. Im Jahr 1991 schloss die Gemeinde Ruhpolding an das Wasserrad eine Turbine an, so dass die Wasserkunst seitdem als kleines Elektrizitätswerk genutzt wird.
Alle Maßnahmen zwischen 1979 und 1996 wurden finanziert von der Bayerischen Landesverwaltung (Staatsministerien für Unterricht und Kultus sowie Wissenschaft und Kunst, Landesdenkmalamt), der Bayerischen Landesstiftung, der Landesstelle für die Nichtstaatlichen Museen, dem Bezirk Oberbayern, dem Landkreis Traunstein, der Gemeinde Ruhpolding und Ruhpoldinger Museen.
Aus Anlass des 100. Geburtstags des letzten Schmiedemeisters 1996 entstand eine Dauerausstellung über Geschichte und Technik der Schmiede mit musealer Aufbereitung.

## Lage und Beschreibung
Die Originalgebäude am Fuße des Hochfellns befinden sich an einem künstlich angelegten Wassergraben, der mittels einer Schleuse das Wasser auf ein 40 m langes Wassergerinne leitet.
Der Museumskomplex ist zwischen Mai und Oktober regelmäßig für Besucher zugängig. Nach Voranmeldung stellen die letzten Mitglieder der früheren Schmiedemeisterfamilie Grübl die Arbeit der Glockenschmiede umfassend und sehr anschaulich dar. Allerdings erlaubt das Denkmalamt wegen unzureichender Statik nicht mehr, das Hammerwerk zu Vorführzwecken kurz in Betrieb zu setzen.
Der Schmiederaum wird von dem Hammerwerk mit den drei verschieden großen Schwanzhämmern beherrscht. Im Jahr 1863 mussten die vorherigen Hämmer ausgetauscht werden. An der Längswand sind zwei gemauerte Essen zu sehen, die über einen riesigen Blasebalg, der ebenfalls mit einem Mühlrad angetrieben wurde, die Luft für das Schmiedefeuer erhielten. Griffbereit und gut sortiert hängen an den Wänden die vielfältigen Werkzeuge für die Schmiede, die sie wiederum meist selbst produziert hatten. Das Schmiedefeuer wurde mit Holz unterhalten, das die Angestellten selbst im Wald einschlugen.

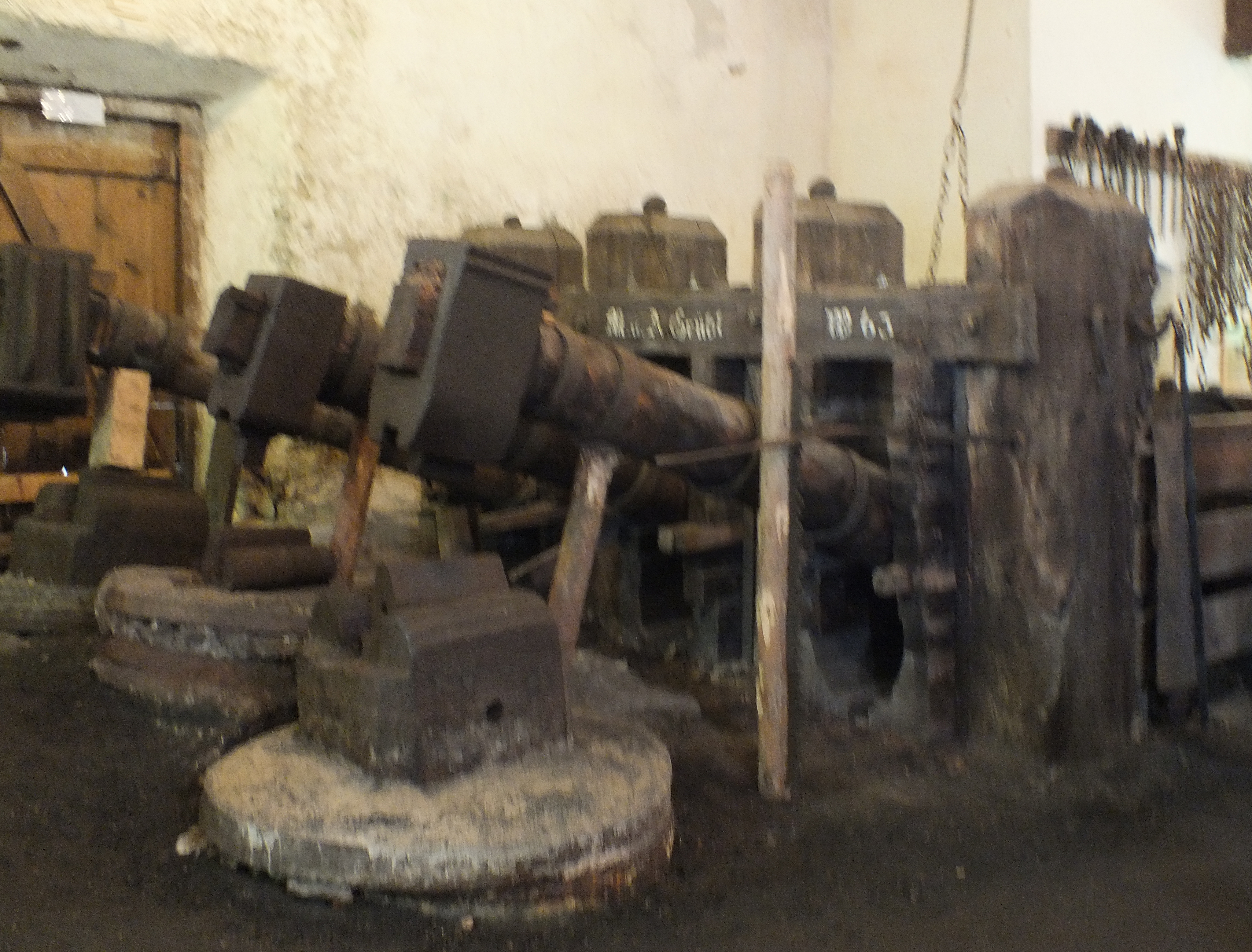
Die drei Schwanzhämmer von 1863

Auf dem Hammerboden ist der Blasebalg zu besichtigen und den Besuchern wird ein im Jahr 1955 gedrehter Film über einen von dieser Werkstatt ausgeführten Schmiedeauftrag vorgespielt.

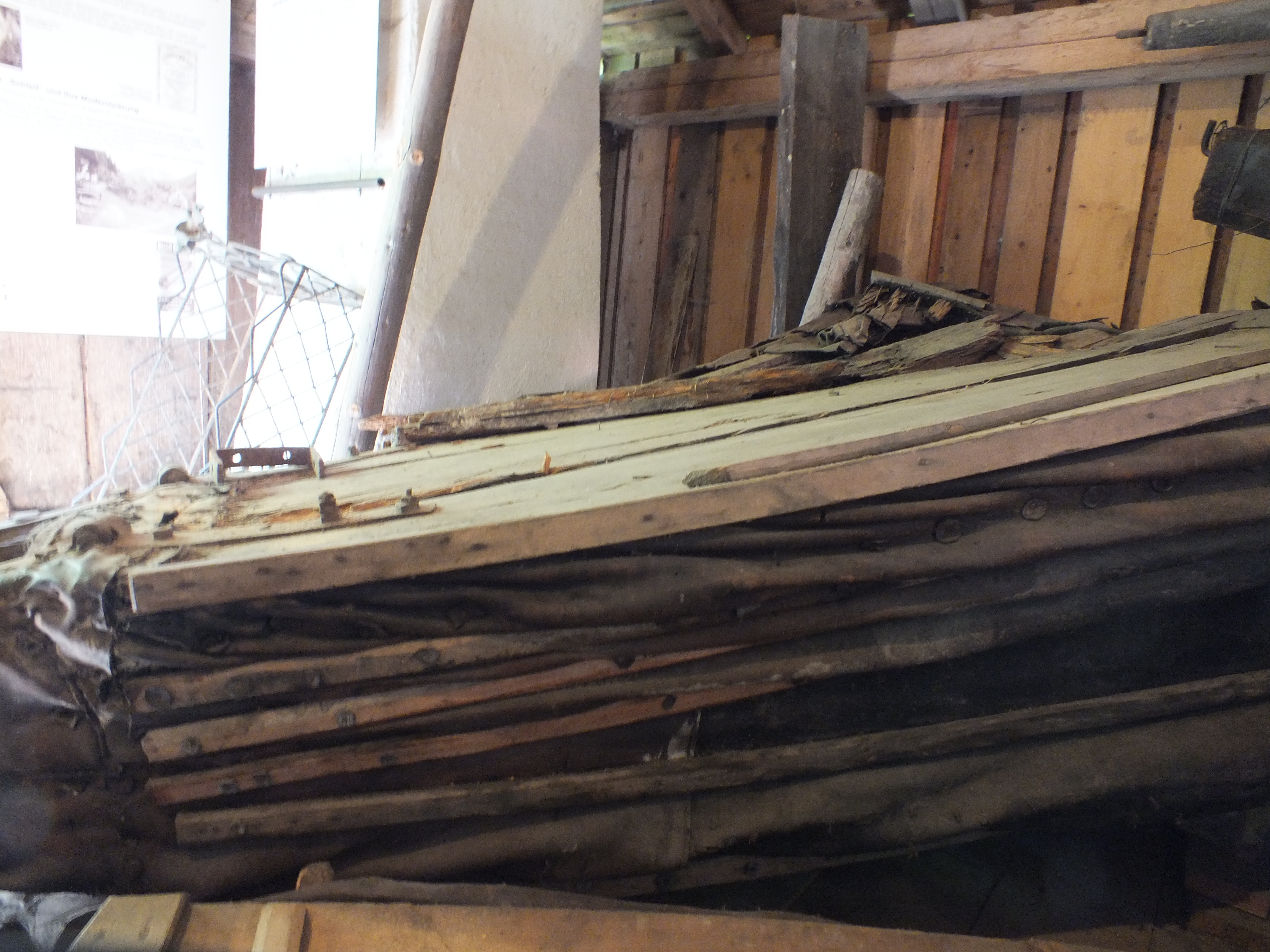
Original-Blasebalg

Schwerpunkterzeugnisse dieser Schmiede waren neben den Werkzeugen, Haushalts- und Gartengeräten Glocken, die dem Weidevieh umgehängt wurden. Diese sollten möglichst leicht sein, weswegen keine Gussglocken zum Einsatz kamen. Sie mussten aber einen weithin hörbaren Klang erzeugen. So erwiesen sich Glocken, die aus dünnen Messing-, Kupfer- oder Eisenblechen geschmiedet (gehämmert) wurden, als guter Kompromiss. Diese heißen eigentlich Schellen oder Treicheln (Trycheln). Entsprechend den konkreten Anforderungen fertigten die Schmiedearbeiter Glocken in allen Größen; die Grundform eines Trapezes erzeugte den besten Klang und ihre Herstellung war nicht zu aufwändig. Um immer ein möglichst gutes gleichbleibendes Ergebnis zu erhalten, dienten Formgesenke als Hilfsmittel.

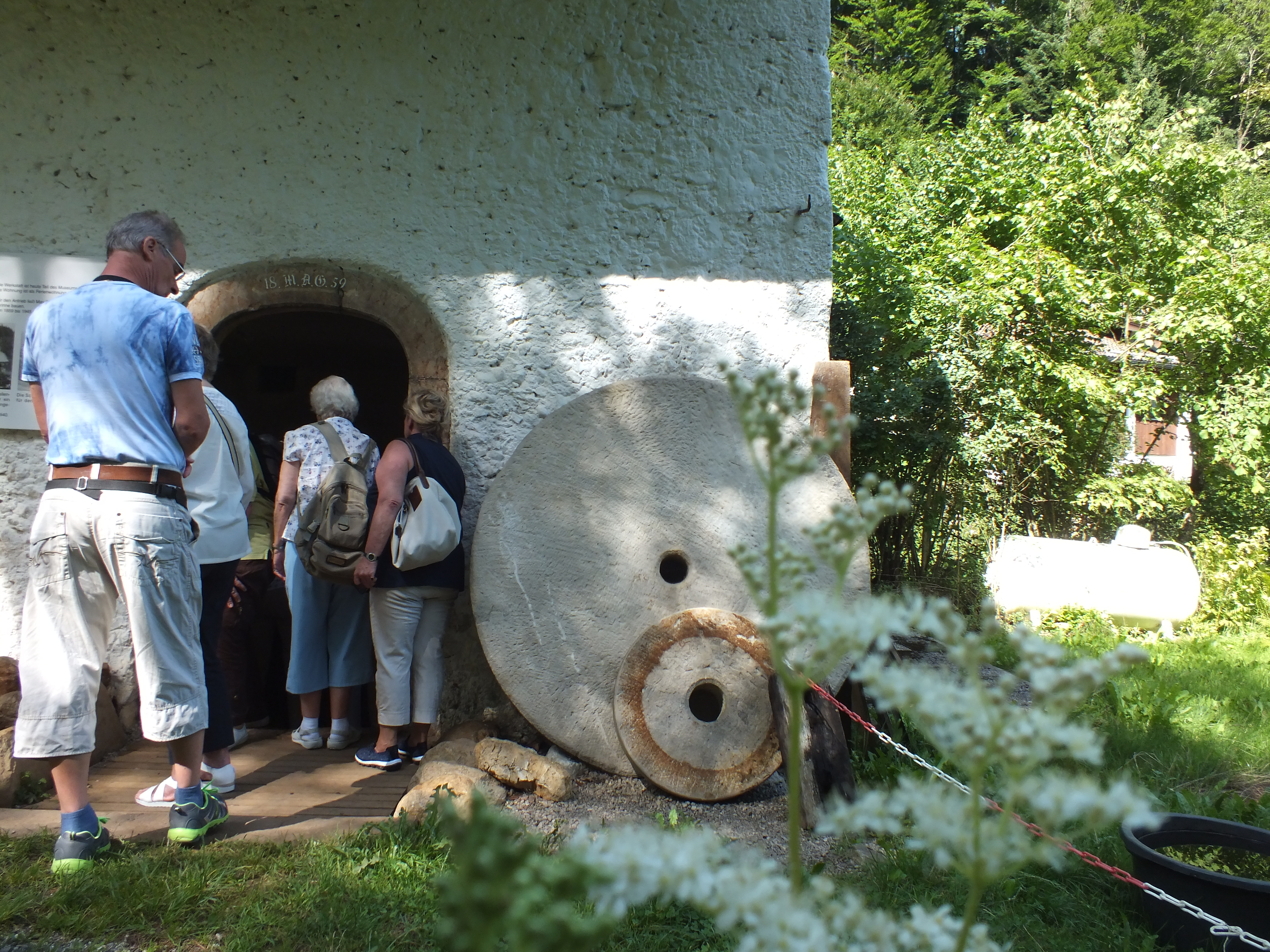
Eingang zur Schleiferei mit abgestellten alten Schleifsteinen

In einem im Jahr 1859 errichteten Gebäude war die Schleiferei untergebracht, vom Schmiedemeister kurz Die Schleif genannt. Über dem Werkstattraum befanden sich Unterkünfte für die Schmiedegesellen, im ausgebauten Dachgeschoss konnten Wandergesellen unterkommen. Bemerkenswert ist die Ausstattung des Eingangs: der Türstock besteht aus Ruhpoldinger Marmor.
Ein gesondertes kleines Wasserrad mit großem Zahngetriebe und Bremsbalken trieb Sandsteinschleifsteine verschiedener Durchmesser an, mit denen Werkzeuge wie Strohmesser, Schaufeln, Äxte oder Messer geschliffen wurden. Gleichzeitig diente das Wasserrad zum Antrieb einer Kreissäge. Im Jahr 1946 wurde das Wasserrad durch einen Elektromotor ersetzt, die Kraftübertragung auf die Achsen des Schleifsteins und auf die Säge erfolgen seitdem über Transmissionsriemen. Die Schleiferei wurde zu Beginn des 21. Jahrhunderts saniert und kann in Aktion besichtigt werden. Die Gesellenunterkunft ließen die Grübl-Erben in eine Ferienwohnung umbauen.
Die Schmiede gehört zu den wenigen noch bestehenden Hammerschmieden in Bayern. Die für die Touristen verkauften geschmiedeten Glocken stammen aber inzwischen aus dem Allgäu. Unterstützung erhält das Museum durch den 2012 gegründeten Förderverein Glockenschmiede Ruhpolding e.V.